# To Write Love on Her Arms
To Write Love on Her Arms ist eine interreligiöse US-amerikanische Non-Profit-Organisation aus Melbourne, Florida. Die Organisation wurde von Jamie Tworkowski im Oktober des Jahres 2006 gegründet. To Write Love on Her Arms richtet sich an Menschen, welche mit psychischen Problemen, wie etwa Depressionen leben, an abhängige Menschen, sowie an Menschen, die den Drang zur Selbstverletzung oder zum Suizid haben. Eine wesentliche Aufgabe der Organisation ist die Vermittlung solcher Menschen an Kliniken, Aufklärungszentren oder Selbsthilfegruppen.
Der Verein erhält Einnahmen aus den Verkäufen von speziellen T-Shirts oder durch Konzerte von Bands, welche die Organisation unterstützen. Die Organisation ist aktiv an Schulen, Universitäten, sowie in Sozialen Netzwerken (Facebook, MySpace, Twitter und Tumblr), Musikfestivals (Vans Warped Tour) und Konzerttourneen.
Die Organisation unterstützt andere soziale Projekte wie Hopeline, InTheRooms.com, S.A.F.E. Alternatives und Minding Your Mind, sowie die Kids Help Line aus Australien. To Write Love on Her Arms wird von mehreren bekannten Musikern und Bands weltweit unterstützt, darunter: Dustin Kensrue von Thrice, Miley Cyrus, Joaquin Phoenix, Christina Perri, Skillet, Boys Like Girls, OneRepublic, Paramore, Jon Foreman von Switchfoot, Sean Smith von The Blackout, Derek Sanders von Mayday Parade, Deon Rexroat von Anberlin, Amy Lee von Evanescence, Bryce Avery von The Rocket Summer, Casey Calvert von Hawthorne Heights, Kevin Skaff von A Day to Remember, sowie von Brendon Urie und Ryan Ross (beide bei Panic at the Disco) und seit 2015 auch die texanische Band Nothing More.
Des Weiteren wurde die Organisation von mehreren Bands aus den USA eingeladen diese auf deren Musiktourneen zu begleiten. Darunter sind Switchfoot, Anberlin, The Rocket Summer, Athlete, Blue October, MyChildren MyBride und  Oh, Sleeper.

## Hintergrund

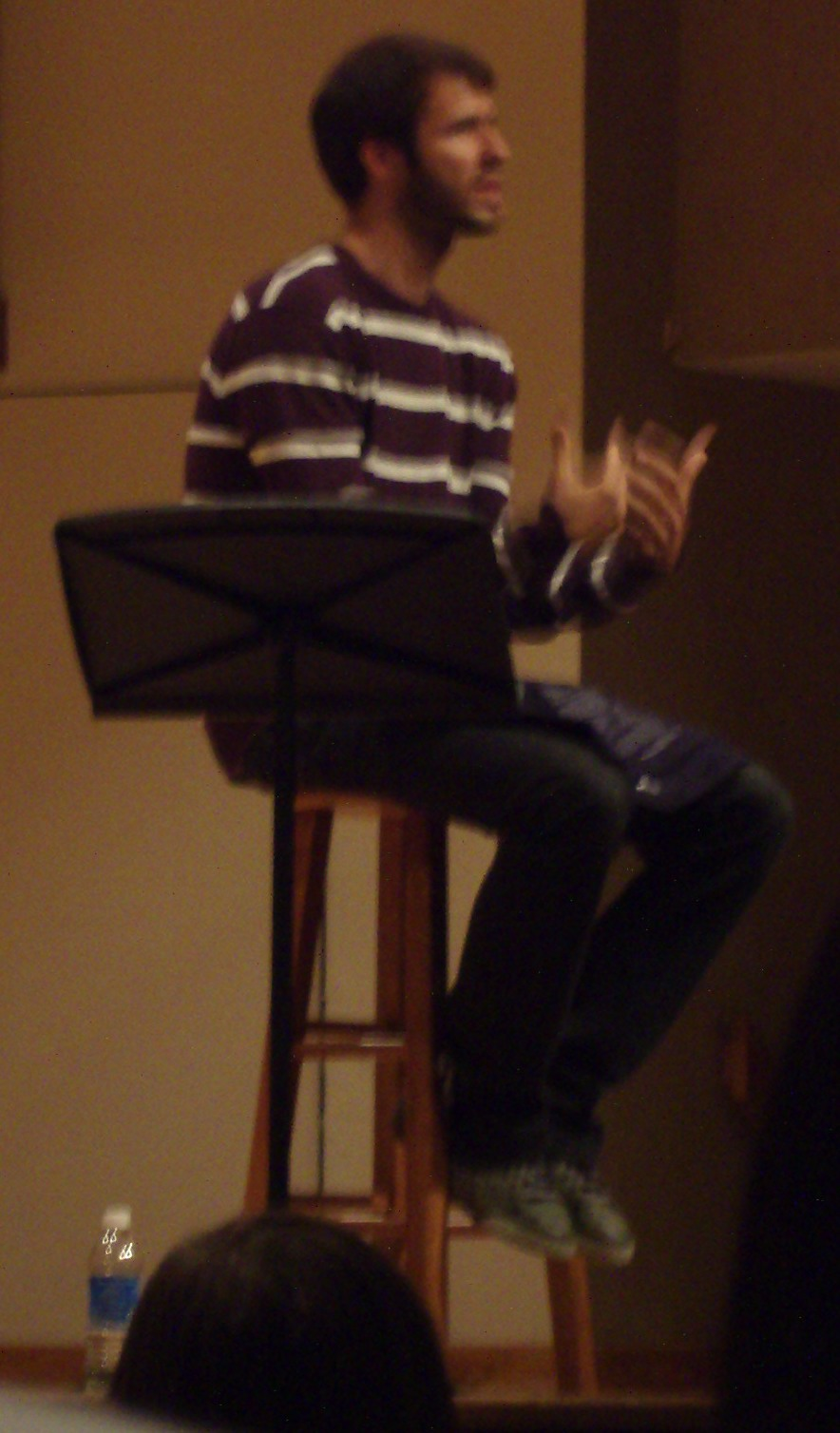
Jamie Tworkowski (2008)

- Ausschlaggebend für die Gründung von war eine von Jamie Tworkowski 2006 verfasste Geschichte über die 19-jährige Renee Yohe, welche unter anderem drogenabhängig war, mit Depression, Selbstverletzung kämpfte und versuchte Suizid zu begehen.[5]
- Die Geschichte von Yohe wurde 2012 verfilmt. Als Darsteller konnten Kat Dennings, Chad Michael Murray, Corbin Bleu und Rupert Friend gewonnen werden.[6]
- Mehrere Bands verarbeiteten die Geschichte Yohes’ in ihren Songs, darunter Skillet, A Skylit Drive und Between the Trees.
- Supporter der Organisation erklärten die Woche vom 10. September bis 17. September zur „To Write Love on Her Arms Woche“, in der beteiligte Fans versuchen die Message von To Write Love on Her Arms zu verbreiten.[7]
- Am 25. November 2010 veröffentlichte das Magazin Rolling Stone einen Beitrag über die Organisation.[8] Bereits am 12. September 2008 zeigte NBC auf NBC Nightly News einen Bericht über die Organisation.[9] Auch CBS berichtete bereits über To Write Love on Her Arms in den CBS Morning News im Oktober des Jahres 2010.[10]

## Auszeichnungen

### 2007
MySpace Impact Award
- Kategorie: Community Building (gewonnen)[11]

### 2009
mtvU Good Woodie Award
- für Organisationsgründer Jamie Tworkowski[12]

### 2010
Shorty Award
- Kategorie: Best Non-Profit Use of Twitter Award (gewonnen)[13]

Mashable Award
- Kategorie: Must-Follow Non-Profit (gewonnen)[14]